# Де Риддер, Даниэль
Даниэль де Риддер (нидерл. Daniël de Ridder, МФА: [ˈdaːniˌjɛl dəˈrɪdər]; родился 6 марта 1984 года, Амстердам) — нидерландский футболист, завершивший игровую карьеру, выступал на позиции полузащитника.
Воспитанник школы амстердамского «Аякса», выступал также за испанскую «Сельту», английский «Бирмингем Сити» и «Уиган Атлетик», израильский «Хапоэль», швейцарский «Грассхоппер», «Херенвен», «Валвейк» и «Камбюр».

## Ранние годы
Даниэль де Риддер родился 6 марта 1984 года в городе Амстердам. Отец Даниэля был нидерландцем, а мать родом из Израиля. В 1995 году Даниэля взяли в юношескую команду амстердамского «Аякса» D1. В команде де Риддер в основном играл на позиции правого вингера, но бывало выступал и на позиции нападающего и левого вингера.
Даниэль довольно быстро прошёл несколько команд «Аякса» и попал в возрастную группу A1, чьим главным тренером был Данни Блинд. В 2002 году де Риддер выиграл вместе в командой юношеский чемпионат Нидерландов. В том же году, 21 октября, Даниэль дебютировал за молодёжный состав «Аякса» в игре против молодёжки «Виллема II». 6 февраля 2003 года де Риддер подписал свой первый профессиональный контракт с «Аяксом», который был рассчитан на два года.

## Клубная карьера

### «Аякс»
Дебют Даниэля в первой команде «Аякса» состоялся 21 января 2004 года в матче против «Роды». Свой первый мяч за «Аякс» де Риддер забил 16 мая 2004 года в матче против «Виллема II». В чемпионате Нидерландов сезона 2003/04 де Риддер сыграл 15 матчей и забил 1 гол, а также стал чемпионом Нидерландов. В сентябре 2004 года Даниэль дебютировал в Лиге Чемпионов, выйдя на замену на 69-й минуте матча против немецкой «Баварии», который завершился поражением «Аякса» со счётом 4:0. В конце года «Аякс» продлил с Даниэлем контракт до 2007 года.
В сезоне 2004/05 де Риддер редко попадал в основной состав, сыграв всего 15 матчей и забив 2 мяча. В мае 2005 года некоторые нидерландские газеты заявили о том, что многие европейские клубы, среди которых были клубы из Англии, Франции и Испании, заинтересованы де Риддером.

#### Аренда в «Сельте»
Новым клубом де Риддера стала испанская «Сельта», которая договорилась с «Аяксом» о двухгодичной аренды Даниэля, с возможностью выкупить де Риддера после окончания аренды за € 1 млн. 25 сентября 2005 года Даниэль дебютировал в составе «Сельты» в матче против «Севильи». Свой первый мяч за «Сельту» де Риддер забил 3 апреля 2006 года в матче против «Атлетико Мадрида». Всего в чемпионате Испании сезона 2005/06 Даниэль провёл 17 матчей и забил 1 мяч, а его клуб занял 6 место в чемпионате, которое давала право выступать в первом раунде Кубка УЕФА 2006/07. В следующем сезоне де Риддер сыграл за «Сельту» всего три мачта, а его клуб заняв 18 место, вылетел во вторую испанскую лигу. По окончании аренды «Сельта» не стала выкупать трансфер Даниэля, а после возвращения в «Аякс» де Риддер по обоюдному согласию расторг контракт с клубом и стал свободным агентом.

### «Бирмингем Сити»
3 июля 2007 года де Риддер подписал контракт в «Бирмингем Сити». Дебют Даниэля в английской Премьер-лиги состоялся 12 августа 2007 года в матче против лондонского «Челси». В своём дебютном матче Даниэль получил травму голеностопа и был заменён. Всего в сезоне 2007/08 Даниэль сыграл лишь 10 матчей, а по окончании сезона контракт де Риддера был аннулирован по взаимному согласию.

### «Уиган Атлетик»
Покинув клуб Даниэль подписал трёхлетний контракт с «Уиган Атлетиком». Дебют де Риддера состоялся 16 августа 2008 года в матче против «Вест Хэм Юнайтеда», Даниэль вышел на замену на 83 минут вместо Марио Мельхиота, а его новый клуб уступил со счётом 2:1.

### «Хапоэль» Тель-Авив
20 января 2010 года перешёл в «Хапоэль» (Тель-Авив) на правах аренды до конца сезона.

### «Херенвен»
23 августа 2012 года Даниэль перешёл в «Херенвен», заключив с клубом контракт по схеме «1+1».

### «Валвейк»
В январе 2014 года де Риддер подписал контракт с клубом «Валвейк».

## Карьера в сборной
С 2004 по 2007 года де Риддер выступал за молодёжную сборную Нидерландов, с которой он выиграл два молодёжных чемпионата Европы в 2006 и 2007.

## Достижения
«Аякс»
- Чемпион Нидерландов (1): 2003/04

 Сборная Нидерландов
- Чемпион молодёжного чемпионата Европы (2): 2006, 2007